# Anne Ramsden
Pour les articles homonymes, voir Ramsden.

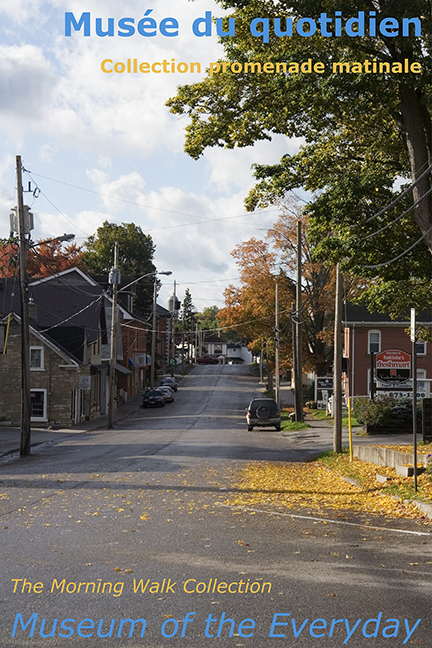
Anne Ramsden, "Musée du quotidien, Collection promenade matinale/Museum of the Everyday, The Morning Walk Collection," 2005-14, inkjet print on polypropylene. Collection of the artist
From the series of 65 photo-posters entitled Museum of the Everyday/Musée du quotidien, 2005-2014. To view the series go to

Anne Ramsden, née en 1952 à Kingston, est une artiste multidisciplinaire basée à Montréal. Son travail est fondé sur l’art conceptuel, le féminisme et les théories critiques.

## Biographie
Née à Kingston en Ontario, elle étudie au Nova Scotia College of Art and Design d'où elle obtient en 1977 un baccalauréat en arts plastiques. Elle poursuit ses études à l'Université Concordia à Montréal à la maîtrise en beaux-arts qu'elle termine en 1983.

## Carrière
Avec l'historienne de l'art Francine Périnet et l'artiste Angela Grauerholz, elle fonde en 1980 le centre d'information Artexte, alors une librairie spécialisée en art actuel canadien et international. Elle est co-directrice d'Artexte de 1980 à 1987. Elle est également adjointe à la rédaction de la revue Parachute de 1980 à 1982. De 1987 à 1998, elle enseigne à la School for the Contemporary Arts de l'Université Simon Fraser en Colombie-Britannique. Elle est professeur à l'Université du Québec à Montréal en arts visuels et médiatiques depuis 1998.

## Expositions individuelles
- Relations (Artspeak, Vancouver, 1988, et Dazibao, Montréal, 1990)
- Urban Geography (UBC Fine Arts Gallery et Mendel Art Gallery, 1990)
- Blind Spot (Front Gallery, Vancouver, 1992)
- Residence (Oakville Galleries, Oakville, 1994)
- Patina (Musée de Rimouski, 1998)
- Anastylosis: Childhood (Catriona Jefferies Gallery, Vancouver, 1999)
- Anastylose : un inventaire (Galerie de l'UQÀM, Montréal, et Galerie d'art du Centre culturel de l'Université de Sherbrooke, Sherbrooke, 2000)
- Expose (Artexte, Montréal, 2001)
- Anastylosis: Inventory - Installation and Photographs (Southern Alberta Art Gallery, Lethbridge, 2002)
- Telling objects (Vestlandske Kunstindustrimuseum, Bergen, 2004)
- Anastylose : photographies (Galerie Art Mûr, Montréal, 2004)
- Anastylosis (Leo Kamen Gallery, Toronto, 2005)
- La Collection et le Quotidien (Musée régional de Rimouski, Rimouski, 2007)
- Les objets dans le miroir sont plus près qu’ils ne paraissent (Artexte, Montréal, 2017)